# ФК Гучево Бања Ковиљача
ФК Гучево је српски фудбалски клуб из Бање Ковиљаче, града код Лознице, који се такмичи у Мачванској окружној лиги, петом такмичарском нивоу српског фудбала., након што је у сезони 2012/13. освојио титулу у Међуопштинској лиги Јадар. Као домаћин, клуб игра утакмице на Стадион ФК Гучева, димензија 90 х 60 m², изграђен 1978. године, који има капацитет око 1.500 места. Боје клуба су плава и бела. Основан је 1929. године .

## Новија времена
Председник и физиотерапеут клуба је Мирослав Мијатовић . Клуб се налази поред Спортског рекреативног центра „ЕМ“ који је уједно и главни спонзор клуба., Просечна старост играча у сезони 2024/25 је 25 година.

## Навијачи
Навијачи ФК Гучева зову се „Гуштери“. Ова навијачка група је обновљена у сезони 2013/14. на утакмици ФК Гучево - ФК Јединство Штитар, након чега су поново обновљени у сезони 2019/20. на утакмици ФК Гучево - ФК Велика Река.